# Metro del Baix Llobregat
Línia Llobregat-Anoia of Metro del Baix Llobregat is de collectieve naam waaronder verschillende meterspoorlijnen opereren van het Catalaanse spoorwegbedrijf Ferrocarrils de la Generalitat de Catalunya (FGC). Ze bedienden verschillende gebieden in Baix Llobregat, Anoia, Bages, Barcelonès in de metropool Barcelona waarvan het spoorwegstation in Plaça d'Espanya, Barcelona hun gezamenlijke eindpunt is. Het hoofddepot is in Martorell.
Traditioneel wordt de lijn el carrilet (in het Catalaans), wat "klein" of "smal" betekent.

## Galerij

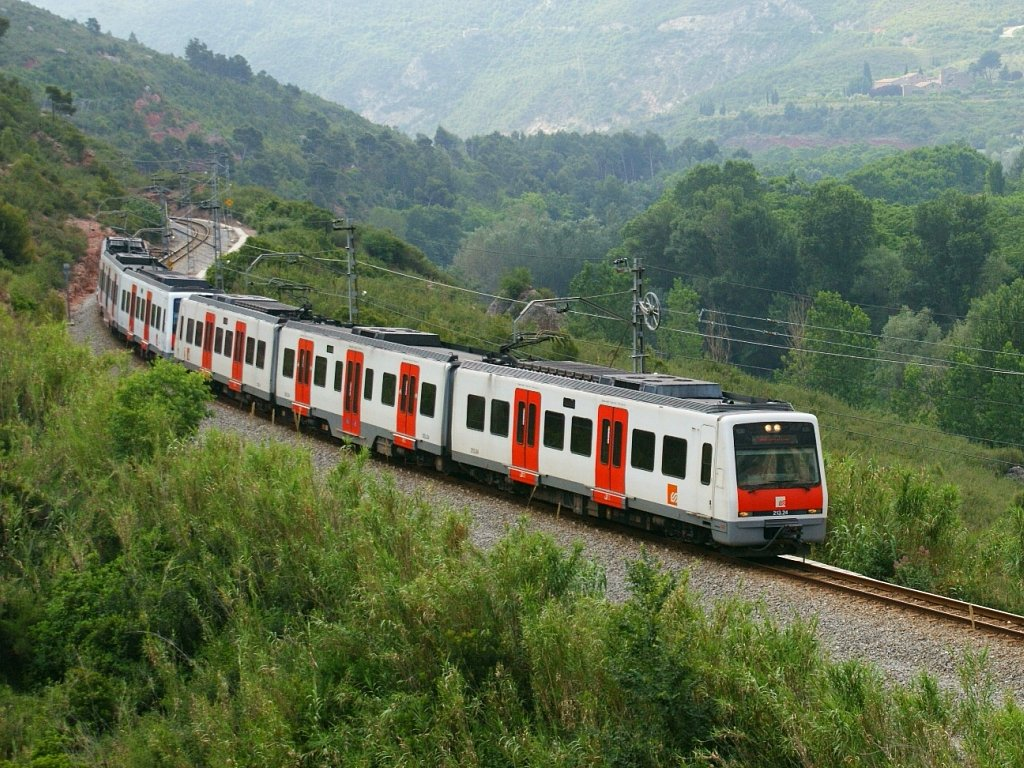
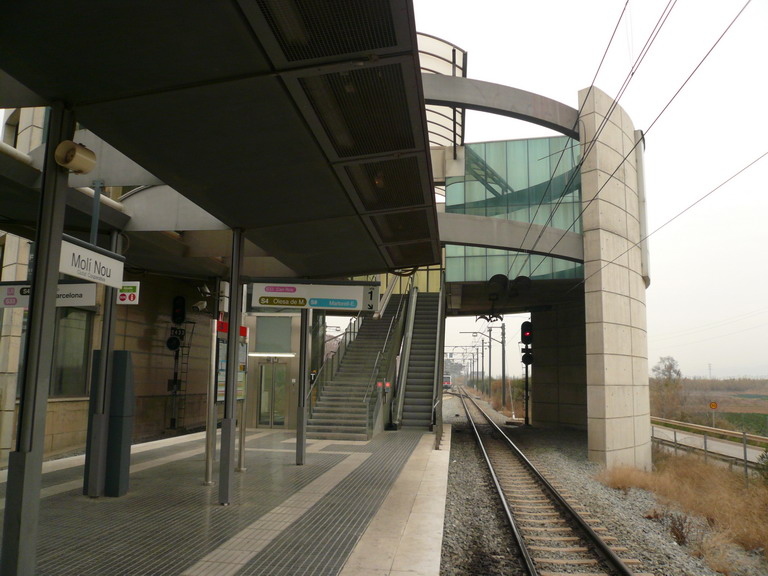
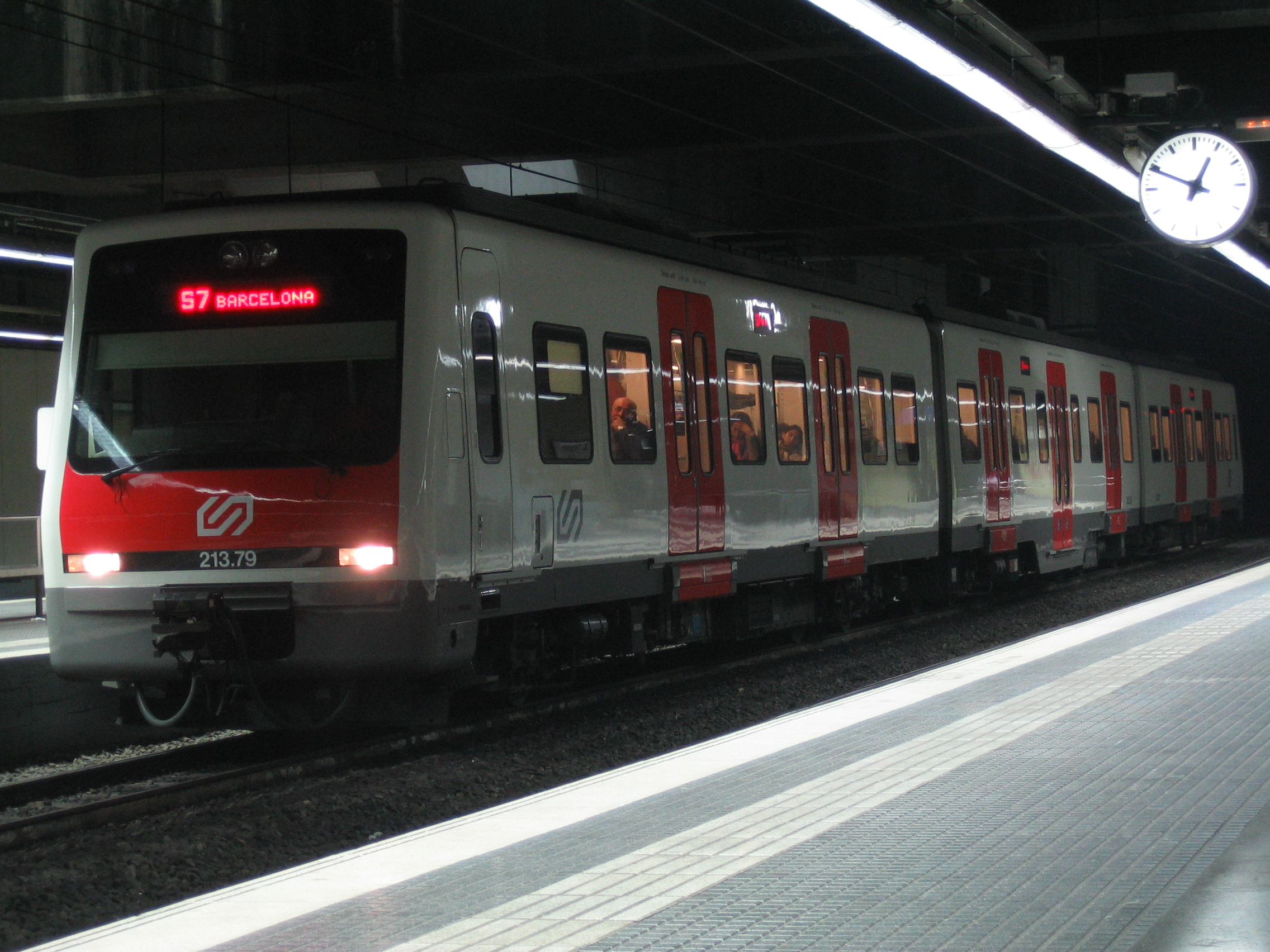